# 受限制的应用协议
受限制的应用协议（英文：Constrained Application Protocol，缩写：CoAP）是一種專用的Web傳輸協議，用於物聯網中的受約束節點和受約束的網絡。
該協議專為機器對機器（M2M）應用而設計，如智能能源和樓宇自動化。